# NGC 162
NGC 162 is een object in de New General Catalogue. De identiteit van het object is onzeker. Op de aangegeven positie in het sterrenbeeld Andromeda bevindt zich een ster. Er wordt echter vermoed dat het een positieberekeningsfout van NGC 160 betreft. 
NGC 162 werd op 5 september 1867 ontdekt door de Zweedse astronoom Herman Schultz.